# Friedrich von Campe
Friedrich Wilhelm Ferdinand Burchard von Campe (* 24. April 1858 in Bückeburg; † 5. März 1938 in Bielefeld) war ein deutscher Offizier, zuletzt General der Artillerie der Reichswehr.

## Leben
Vom 16. Juni 1910 bis 2. August 1914 war Campe Chef des Feldartillerie-Regiments 43 (Wesel). Anschließend war er bis März 1917 Kommandeur der 14. Feldartillerie-Brigade (Wesel).
Er wurde letzter Kommandeur der 14. Division (Düsseldorf) und war in dieser Position von Mitte Februar 1919 bis Anfang Mai 1919 eingesetzt.
Anschließend kam er in die Vorläufige Reichswehr zur Reichswehr-Brigade 31 und wurde als Generalmajor bis zur Auflösung im Oktober 1919 deren Kommandeur. Von Ende April 1920 bis August 1920 führte er dann als Kommandeur die Reichswehr-Brigade 7 (Münster), welche aus der Reichswehr-Brigade 31 hervorgegangen war. Vom 1. Mai 1920 bis 30. September 1920 war er als Vertreter kurzzeitig Befehlshaber des Wehrkreises VI. Später erhielt er noch den Charakter als General der Artillerie verliehen.
Friedrich von Campe heiratete am 7. Oktober 1884 Anna, geb. von Wedelstädt (1862–1950). Ihre Söhne waren u. a. der spätere Landrat Siegfried von Campe (1885–1972) und der spätere Jurist und ebenfalls Landrat Alfred von Campe (1889–1945).